# Boreham, Essex
Boreham är en by och civil parish i Chelmsford i Essex i England. Orten hade 3 255 invånare år 2019. Parish har 3 450 invånare (2001). Den har en kyrka.